# Svetlana Bolshakova

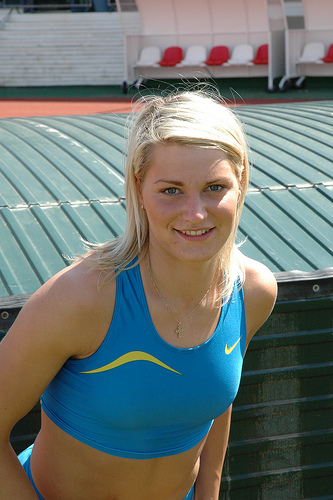
Svetlana Bolshakova (2007)

Svetlana Bolshakova (russisch Светлана Александровна Большакова, Swetlana Alexandrowna Bolschakowa; * 14. Oktober 1984 in Leningrad, heutiges Sankt Petersburg) ist eine belgische Dreispringerin russischer Herkunft. Sie heiratete 2006 den belgischen Hochspringer Stijn Stroobants und nahm 2008 die belgische Staatsbürgerschaft an. Sie ist 1,76 Meter groß.
Bolshakova trat bis zum 13. November 2008 für Russland an. Als Jugendliche gewann sie 2001 die Jugendweltmeisterschaften und die Bronzemedaille bei den Junioreneuropameisterschaften.
Sie nahm 2009 an den Weltmeisterschaften teil, wo sie jedoch das Finale nicht erreichte. Bei den Europameisterschaften 2010 gewann sie Bronze. Hierbei sprang sie auch ihre persönliche Bestleistung von 14,55 m.